# The Heimatdamisch
The Heimatdamisch és una banda alemanya de música anomenada Neue Volksmusik o nou folk alemany formada el 2014. També versionen èxits de música pop i rock coneguts internacionalment al més pur estil Oberkrainer.
El director de banda i arranjador és Florian Rein (conegut d'altres grups com Dreiviertelblut i Bananafishbones). La líder i cantant de la formació, Conny Kreitmeier, s'hi va afegir poc després de la seva fundació fins que va ser substituïda a finals de 2023. Altres membres de la banda també van tocar amb formacions conegudes, com el tubista Konrad Sepp amb l'Unterbiberger Hofmusik o amb Sebastian Horn.

## Actuacions
La banda actua per tot Europa amb una formació canviant, actuant per primer cop en directe el 2016 al BlasMusic Woodstock i el mateix any amb un concert a l'"Oidn Wiesn" emès pel canal BR o al programa musical del lliurament dels Premis Bavarian Cabaret 2016 emès també per BR.
També se'ls ha pogut veure en directe a França, a l'Open Air Meuh'zik Festival 2017 a Soultzeren; el 2018 com a part d'un esdeveniment de l'Oktoberfest a Amnéville. Així com el 2018 al festival Paaspop a la localitat de Schijndel, Països Baixos, el 2020 a la festa Malý Oktoberfest al centre creatiu DEPO2015 de Plzeň, República Txeca o la primera visita al Regne Unit el 2022.
També van rebre invitacions per actual als Estats Units i el Brasil pel 2020, però no es van poder acceptar a causa de la pandèmia de COVID-19 i el 2021 es va planificar una altra actuació al Woodstock der Blasmusik que es va haver de cancel·lar a causa d'un accident.

## Membres
Actuals
- Florian Rein: veus, bateria, arranjament
- Conny Kreitmeier: cantant
- Max Grasmuller: clarinet
- Martin Schnitzer: trombó
- Dominik Glöbl: trompeta
- Benedict Waldman: tuba
- Markus Orterer: acordió

Antics
- Sebastian Horn: cantant
- Bastian Starflinger: veus
- Konrad Sepp: tuba
- Alois Riesch: acordió
- Leonhard Schwarz: trombó

## Discografia
Àlbums
- 2017: Highway to Oberkrain (Bergbeat)
- 2019: Circus Oberkrain (Bergbeat)[12]
- 2021: Let There Be Brass (Bergbeat)[13]
- 2022:  Live in London (CD)